# Gecarcinus quadratus
Gecarcinus quadratus là một loài cua trong họ. Loài cua này được tìm thấy trong rừng ngập mặn, cồn cát và rừng mưa dọc theo bờ biển Thái Bình Dương từ phía nam Mexico đến Peru. Phân loại liên quan đến Gecarcinus Đại Tây Dương lateralis đang bị tranh cãi, với nhiều xem xét nó và G. quadratus là cùng loài.
Mai của G. quadratus có thể đạt tới chiều dài 5 cm. Nó có một đôi càng lớn màu tím, chân màu cam đỏ, và mai gần như hoàn toàn màu đen với một cặp màu vàng, các đốm màu cam hoặc màu hạt dẻ phía sau mắt, và một cặp bổ sung các điểm màu trắng trên mai thấp hơn đỉnh mai.
Cua ban đêm đào hang - đôi khi sâu đến 1,5 m - trong rừng nhiệt đới ven biển Trung Mỹ, và phổ biến dọc theo bờ biển của Costa Rica, Panama, và Nicaragua. Nó sống trong rừng ít nhất một giai đoạn trưởng thành của chúng, nhưng cần phải quay trở lại biển để sinh sản. Chúng phần lớn ăn cỏ, và tiêu thụ lá rụng và cây giống. 

## Hình ảnh

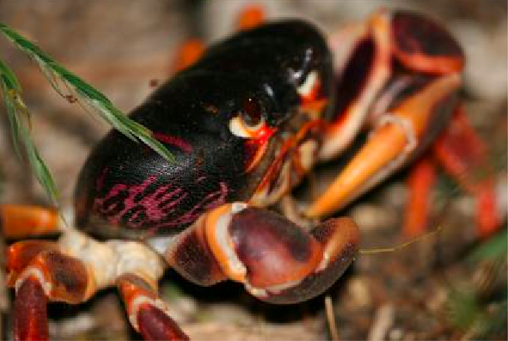
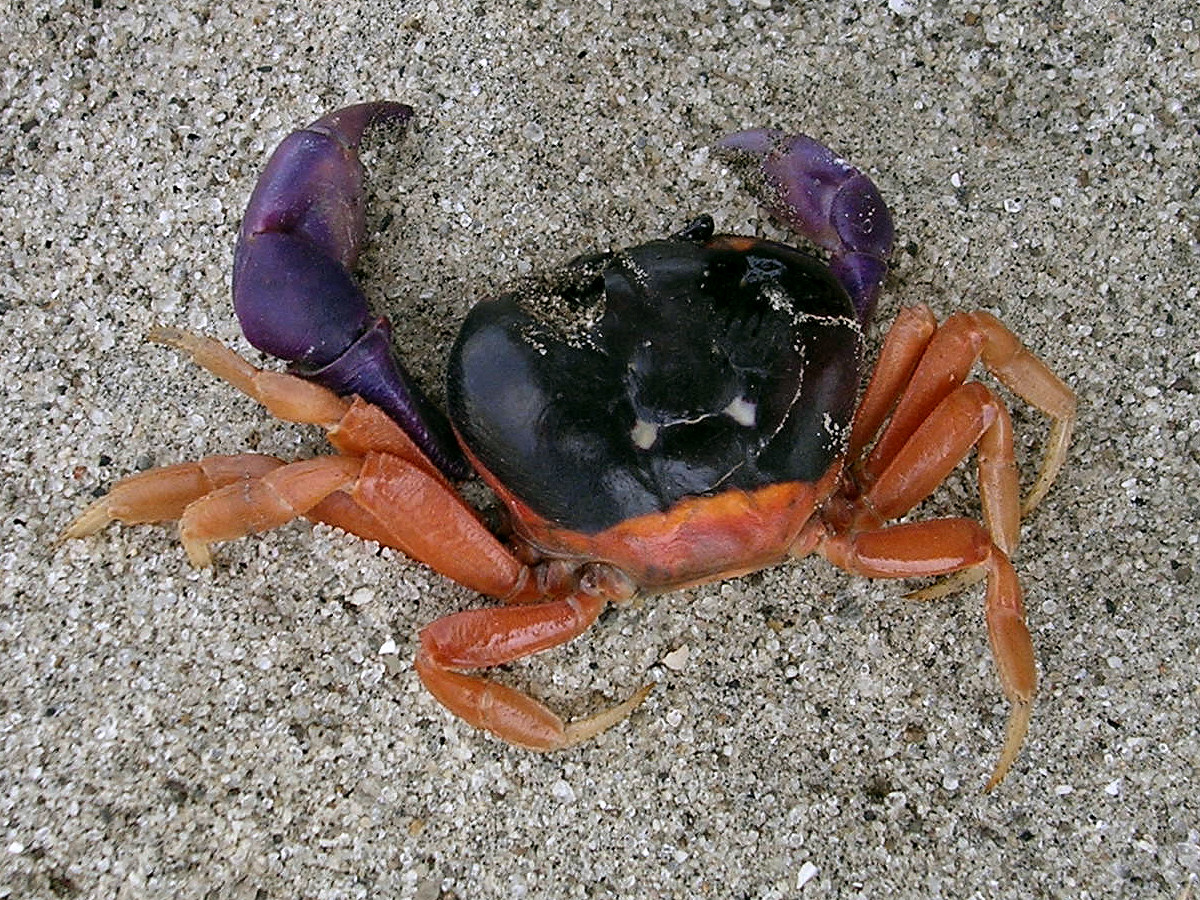
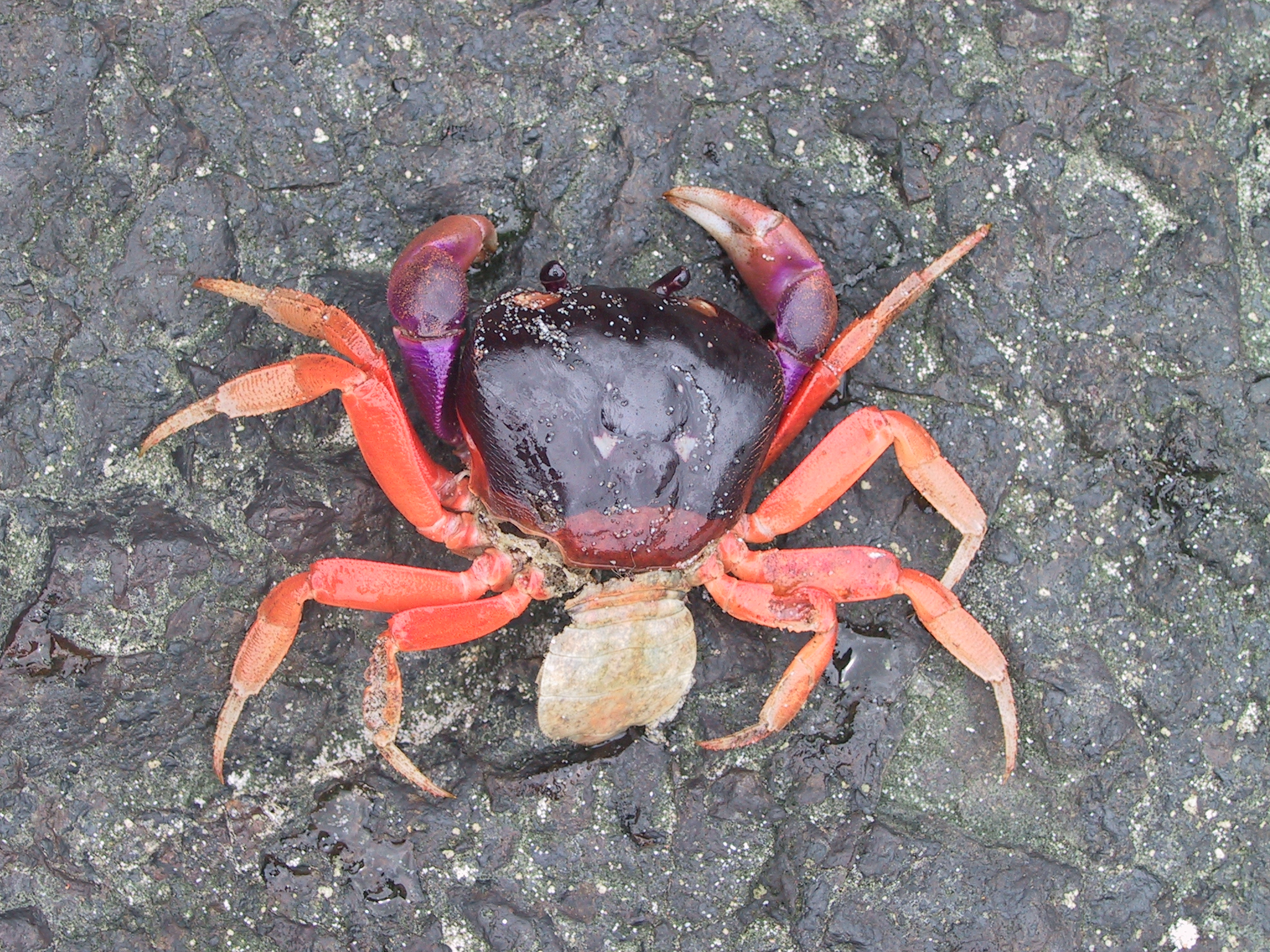
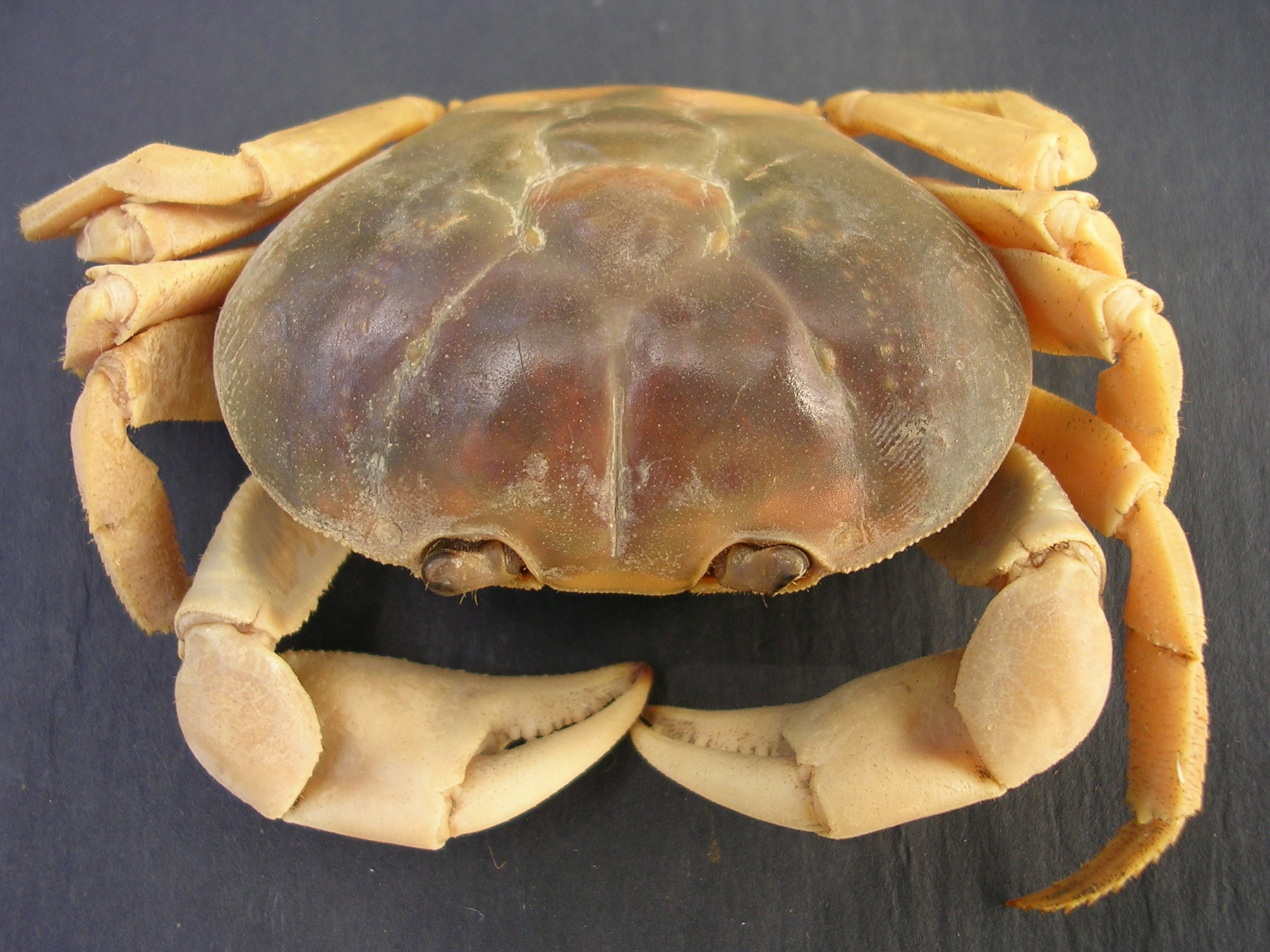